# Verbond van berkenbroekbossen
Het verbond van berkenbroekbossen (Betulion pubescentis) is een verbond uit de orde van berkenbroekbossen (Vaccinio-Betuletalia pubescentis). Het verbond omvat plantengemeenschappen van open, lage bossen die voorkomt op natte, venige standplaatsen waar uitsluitend zuur en voedselarm regenwater beschikbaar is. Het verbond telt twee onderliggende associaties.

## Naamgeving en codering
| Betulion pubescentis Lohm. & Tx. ex Scamoni & Pass. 1959 |

- Frans: Bétulaie sur tourbe
- Duits: Verbandes der Birken- und Kiefernbruchwälder, Birken-Moorwald
- Engels: Birch-dominated swampy woodlands
- Syntaxoncode voor Nederland (rVvN): r43Aa
- Natura2000-habitattypecode: (EU-code): H91D0
- Corine biotope: 44.A1 Sphagnum birch woods
- Eunis 2004: Sphagnum (Betula) woods
- BWK-karteringseenheid: Venig berkenbroek (vt)

De wetenschappelijke naam Betulion pubescentis is afgeleid van de botanische naam van de dominante kensoort, de zachte berk (Betula pubescens).

## Fysiognomie
Berkenbroekbossen wordt in de Lage Landen gekenmerkt door een zeer open en laagblijvende (5 à 10 m) bosvegetatie met een vrij karige boomlaag. De zachte berk is in deze klasse een steeds terugkomende soort, vooral de ondersoort karpatenberk, naast ruwe berk, grove den en zomereik. De struiklaag is beperkt tot wat sporkehout, geoorde wilg en wilde gagel.
In de kruidlaag zijn ofwel dwergstruiken met vooral soorten uit de heidefamilie (gewone dophei, blauwe bosbes) dominant, ofwel grassen als het pijpenstrootje en andere grasachtige planten.
In de moslaag spelen veenmossoorten een zeer belangrijke rol en kunnen ze uitgebreide veenmostapijten vormen.

## Ecologie
Het verbond van berkenbroekbossen omvat plantengemeenschappen van vochtige tot natte, venige bodems met een permanent hoge grondwatertafel en weinig schommelingen in de waterstand. Het water is afkomstig van neerslag of van niet- of nauwelijks aangerijkt, zuur grondwater; de pH is tussen 4.0 en 6.0. Winterse overstromingen komen niet voor, doch de bodem wordt nooit droog en is nooit goed doorlucht.
Berkenbroekbossen ontstaan spontaan aan de randen van hoogveenvegetaties en vormen de overgang naar drogere bosvegetatie zoals het elzenzegge-elzenbroek.

## Associaties in Nederland en Vlaanderen
Het verbond van berkenbroekbossen wordt in Nederland en Vlaanderen vertegenwoordigd door twee onderliggende associaties.
- - dophei-berkenbroek (Erico-Betuletum pubescentis)
  - zompzegge-berkenbroek (Carici curtae-Betuletum pubescentis)

### Romp- en derivaatgemeenschappen
Binnen het verbond van berkenbroekbossen onderscheidt men voor Nederland en Vlaanderen (conform de rVvN) vier rompgemeenschappen en een derivaatgemeenschap. Deze worden hieronder nader besproken.

#### Derivaatgemeenschap met appelbes
Een derivaatgemeenschap met appelbes (DG Aronia ×prunifolia-[Betulion pubescentis]) omvat vegetatie die wordt gedomineerd door de exoot zwarte appelbes. De Nederlandse syntaxoncode (rVvN) voor deze rompgemeenschap is r43DG01.

#### Rompgemeenschap met wilde gagel
De rompgemeenschap van wilde gagel (RG Myrica gale-[Betulion pubescentis]) komt voor aan de rand van veenmoerassen en zure vennen, waar zowel regenwater of beekwater als grondwater een rol spelen.
De struiklaag wordt gedomineerd door wilde gagel (Myrica gale), onder een zeer open boomlaag van zachte berk. In de kruidlaag is pijpenstrootje de dominante soort, de moslaag bestaat vooral uit veenmossen.
De Nederlandse syntaxoncode (rVvN) voor deze rompgemeenschap is r43RG01. De BWK-karteringseenheid voor Vlaanderen is het gagelstruweel (sm).

#### Rompgemeenschap met pijpenstrootje

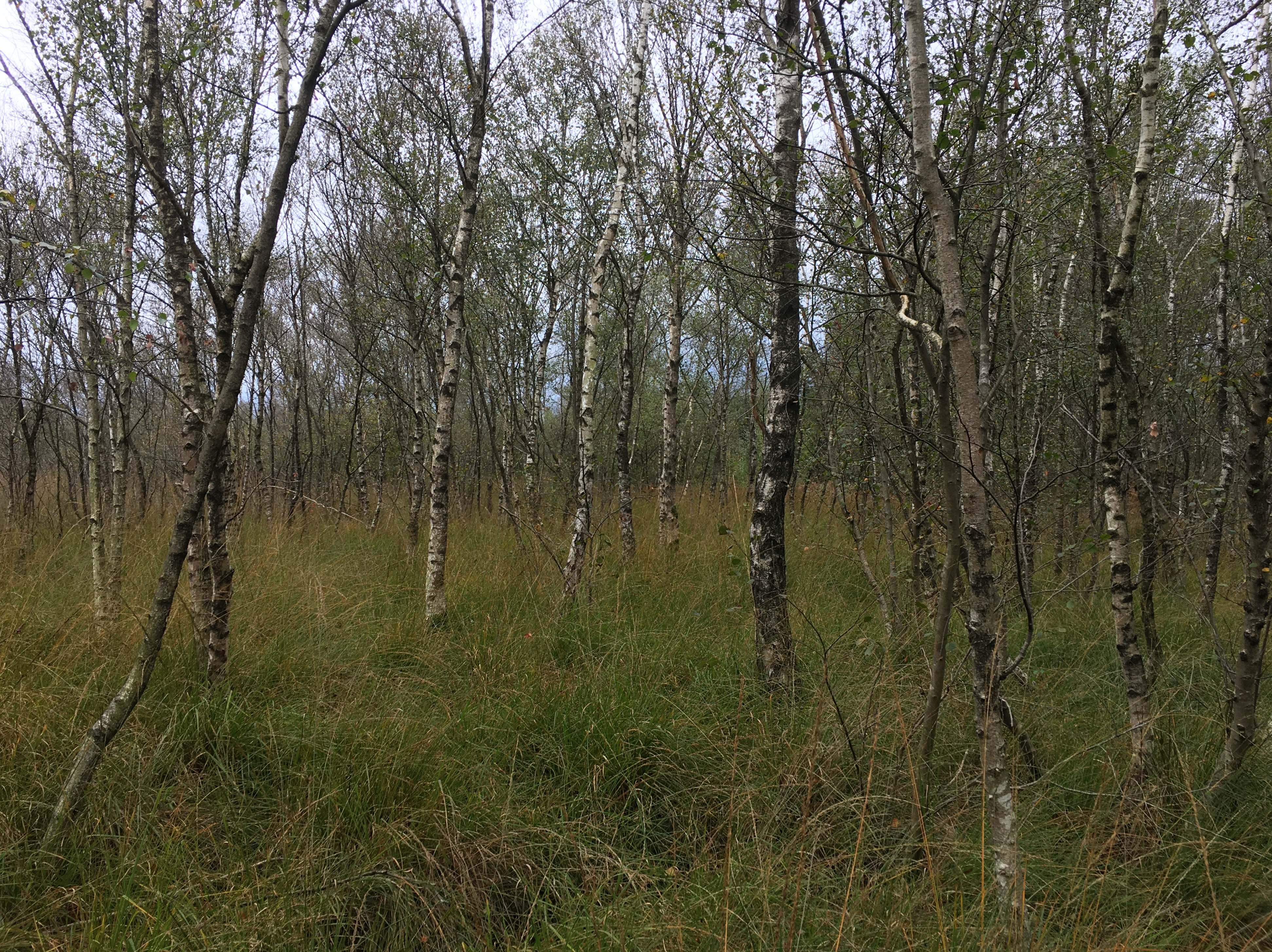
Rompgemeenschap met pijpenstrootje.

Een rompgemeenschap met pijpenstrootje (RG Molinia caerulea-[Betulion pubescentis]) omvat gedegradeerde berkenbroekbossen waarin pijpenstrootje zeer dominant optreedt in de kruidlaag en kensoorten van lagere eenheden ontbreken. De Nederlandse syntaxoncode (rVvN) voor deze rompgemeenschap is r43RG02.

## Diagnostische taxa voor Nederland en Vlaanderen
Het verbond van berkenbroekbossen heeft voor Nederland en Vlaanderen geen specifieke kensoorten. Voor een overzicht van de voornaamste ken- en begeleidende soorten van de klasse, zie de klasse van berkenbroekbossen.

## Biologische Waarderingskaart
In de eerste versie van de Biologische Waarderingskaart (BWK) van Vlaanderen en het Brussels Hoofdstedelijk Gewest stond dit verbond bekend als venig berkenbroek (va).
Echte venige berkenbroekbossen enkel in België enkel in de Hoge Ardennen voor; in de BWK werd de eenheid gebruikt voor bossen op voedselarme, zure en natte zand- en veenbodems die door regenwater worden gevoed, met dominantie van zachte berk en pijpenstrootje.
In versie 2 van de BWK wordt de eenheid niet meer gebruikt; deze bossen vallen nu onder de eenheid oligotroof elzenbroek met veenmossen gedomineerd door zachte berk (vo+bet), of als opslag van allerlei aard of gedegradeerde heide met dominantie van pijpestrootje gedomineerd door zachte berk (sz/cm+bet).
Het venig berkenbroek stond gewaardeerd als 'Biologisch zeer waardevol'.